# 迪雅瑪贊
迪雅瑪贊（阿美語：Chiteyamasan/Teamatsan/Tejamatsan/Tiyamacan），是台灣阿美族神話中的一名女神，因為十分美麗而被海神之子弗拉拉卡斯（Felalakac）強娶為妻，家人則各自成為台灣原住民族的祖先。

## 身世與外表
迪雅瑪贊是黃金時代的兩尊新神馬達匹拉普（Chimadabidapu/Madapidap）和利蓀（Chikusun/Keseng）最小的女兒。傳說她長得相當美麗、在出生前就全身散發著光芒，還讓馬達匹拉普的肚子因此閃閃發光，出生後的她也受到家人們的疼愛。

## 神話
關於迪雅瑪贊的神話傳說共有兩項，其第二項共有多種版本，故僅採其中兩則。

### 六神降臨
太古時候，母神 Madapidap 與父神 Keseng 一同降臨至國土南方較為高聳的「阿拉帕納帕奈山（Arapanapanai/Arapanapanayan）」，並產下男神 Tadi'Afo、Dadakiyolo、Apotok、拉拉幹（Lalakan）、女神汝濟（Doci）、迪雅瑪贊（Tiyamacan）等六尊子神，其女神迪雅瑪贊天生即可自散光芒。

### 發光的女孩

#### 一妻一夫
有一天，迪雅瑪贊去河邊挑水時，被莉嘉兒叫去視察情況的弗拉拉卡斯發現，弗拉拉卡斯陶醉於她的美貌，因此主動幫她提水，並且向她求婚，迪雅瑪贊的家人為了不讓她落入弗拉拉卡斯的手中，先後將她用葉子包起來、藏在木箱或糞坑裡，但最後仍因為她全身散發的光芒而被發現，憤怒的弗拉拉卡斯將海水灌向陸地，製造大洪水捲走了迪雅瑪贊，強娶她為妻。迪雅瑪贊在海面上漂流，她的父母一直在海岸上跟著跟到花蓮的東北方，知道無法擺脫弗拉拉卡斯的她決定在那裡跟父母告別，馬達匹拉普和利蓀因為想念女兒，分別變成海棗樹（Kadotakit）和海鳥（Arongay）守著海邊。
傳說迪雅瑪贊被強娶後，天上傳來隆隆聲響時，就是她在舂米；當海面浮起泡沬時，是她舂米丟下的米糠和穀皮，而那些東西會變成魚苗，虱目魚在海中擺動身子的樣子，就像她在擺動手臂。

#### 一妻多夫
傳說弗拉拉卡斯和雷神嘎龍貢（Karugkug）同時喜歡上發光的女孩迪雅瑪贊，於是雙方紛紛上門求婚，而迪雅瑪贊最終也與弗拉拉卡斯一同私奔。知曉此事的嘎龍貢回去對莉嘉兒（Rijar）及帕那薩堅（Panasajau）大發雷霆，其引起的雷聲使得海水大退，在莉嘉兒和帕那薩堅同意嘎龍貢和弗拉拉卡斯兩人共娶一妻（Makakotai ko malukakahai）後，雷聲停止，海水也重新流回來並淹沒大地，其淹死者皆昇天成為星星 :396。

## 手足
迪雅瑪贊的哥哥姊姊，在洪水中失散奔逃，並且分別成為各地台灣原住民族的祖先：
| 讀音         | 原文            | 去向                                                 | 後代                 | 註釋       |
| ------------ | --------------- | ---------------------------------------------------- | -------------------- | ---------- |
| 達璽阿富     | Tadi'Afo        | 逃入深山中                                           | 泰雅族               | 長男       |
| 沙沙基悠洛   | Dadakiyolo      | 逃往西部                                             | 西部原住民族         | 次男       |
| 阿波度       | Apotok          | 逃往南方                                             | 布農族               | 三男       |
| 拉拉幹與汝濟 | Lalakan 與 Doci | 在洪水中坐著木臼，最後飄到基拉亞散（Cilangasan）山上 | 阿美族（太巴塱部落） | 四男、長女 |

## 顏色
阿美族服飾基本六色當中的藍色，便是象徵著成為海神的迪雅瑪贊。